# جيف كوكس
جيف كوكس (بالإنجليزية: Geoff Cox)‏ (30 نوفمبر 1934 في المملكة المتحدة - 3 نوفمبر 2014) هو لاعب كرة قدم بريطاني في مركز جناح ‏. لعب مع برمنغهام سيتي ونادي توركي يونايتد وبريدجواتر يونايتد وWelton Rovers F.C. ‏.

## وصلات خارجية
- جيف كوكس على موقع قاعدة بيانات كرة القدم.إي يو (الإنجليزية)